# Uspokojenie ruchu

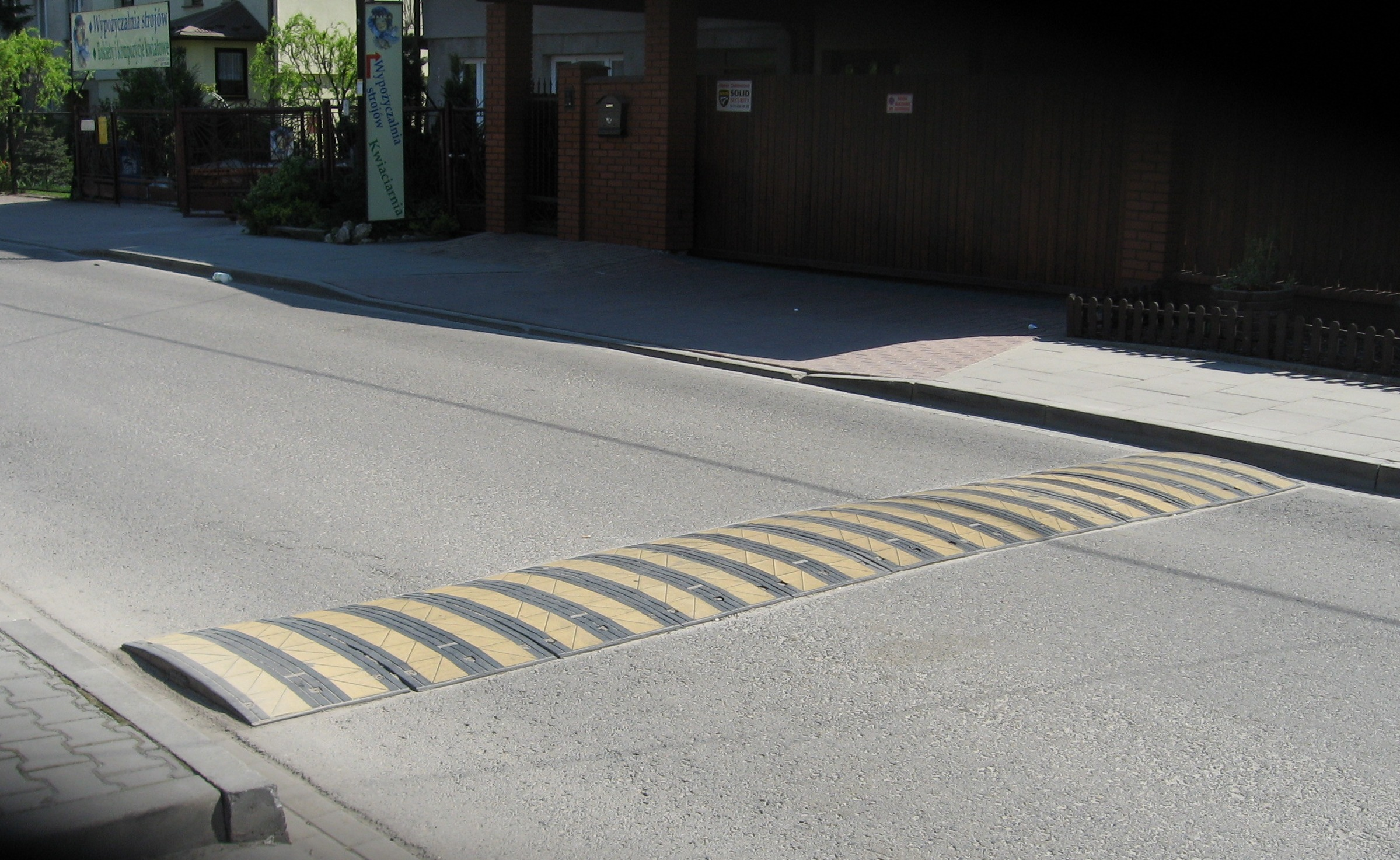
Próg zwalniający

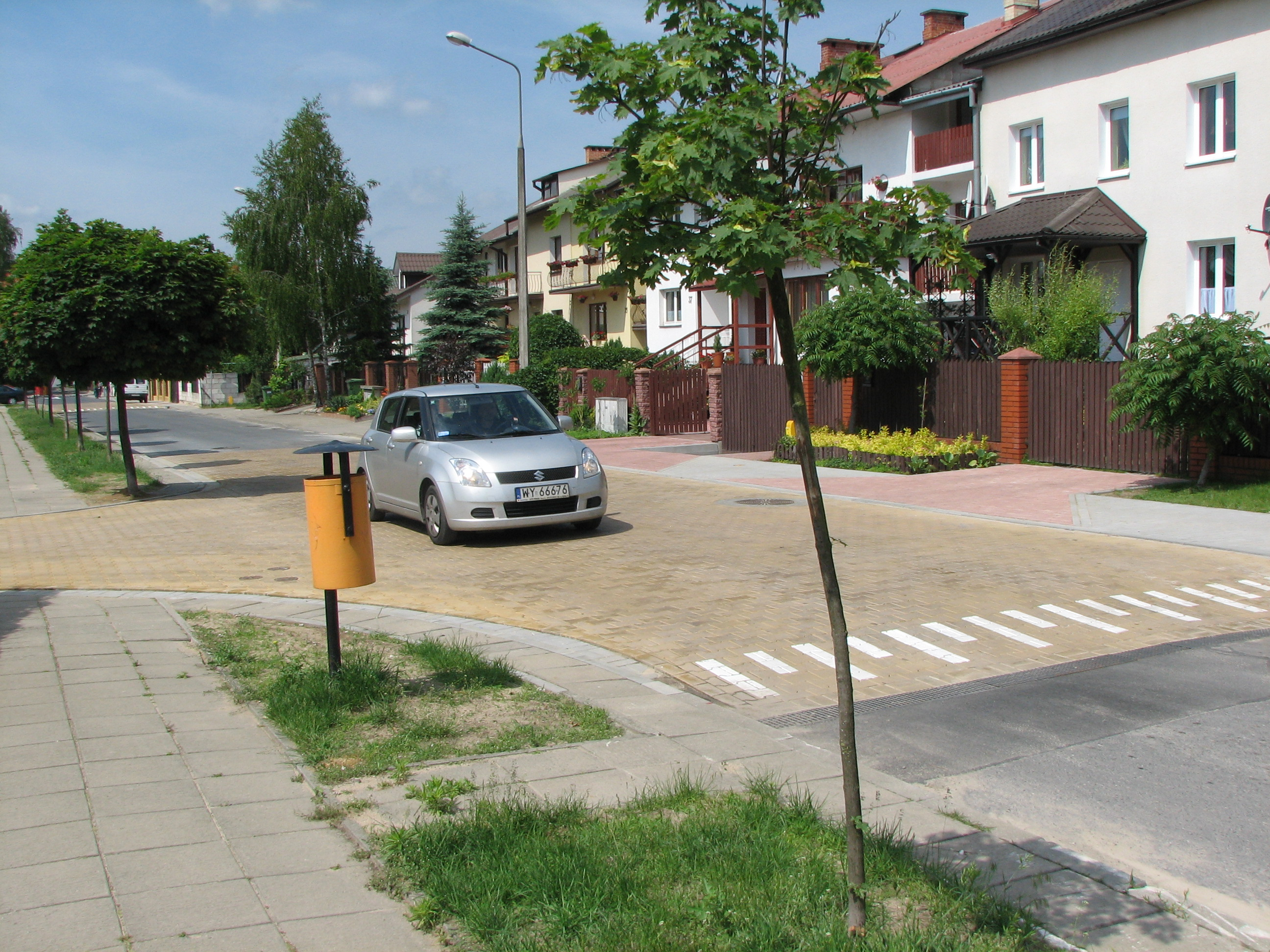
Skrzyżowanie z wyniesioną tarczą (Puławy)

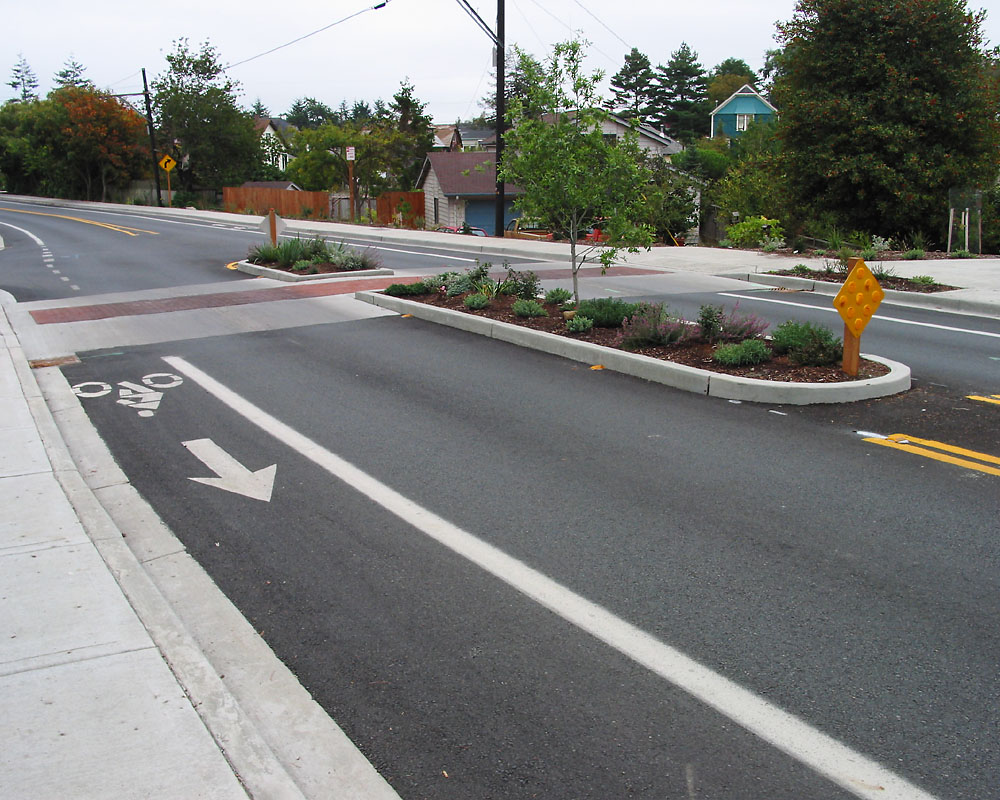
Wyniesione przejście dla pieszych z wyspą azylu, wydzielone pasy rowerowe na jezdni

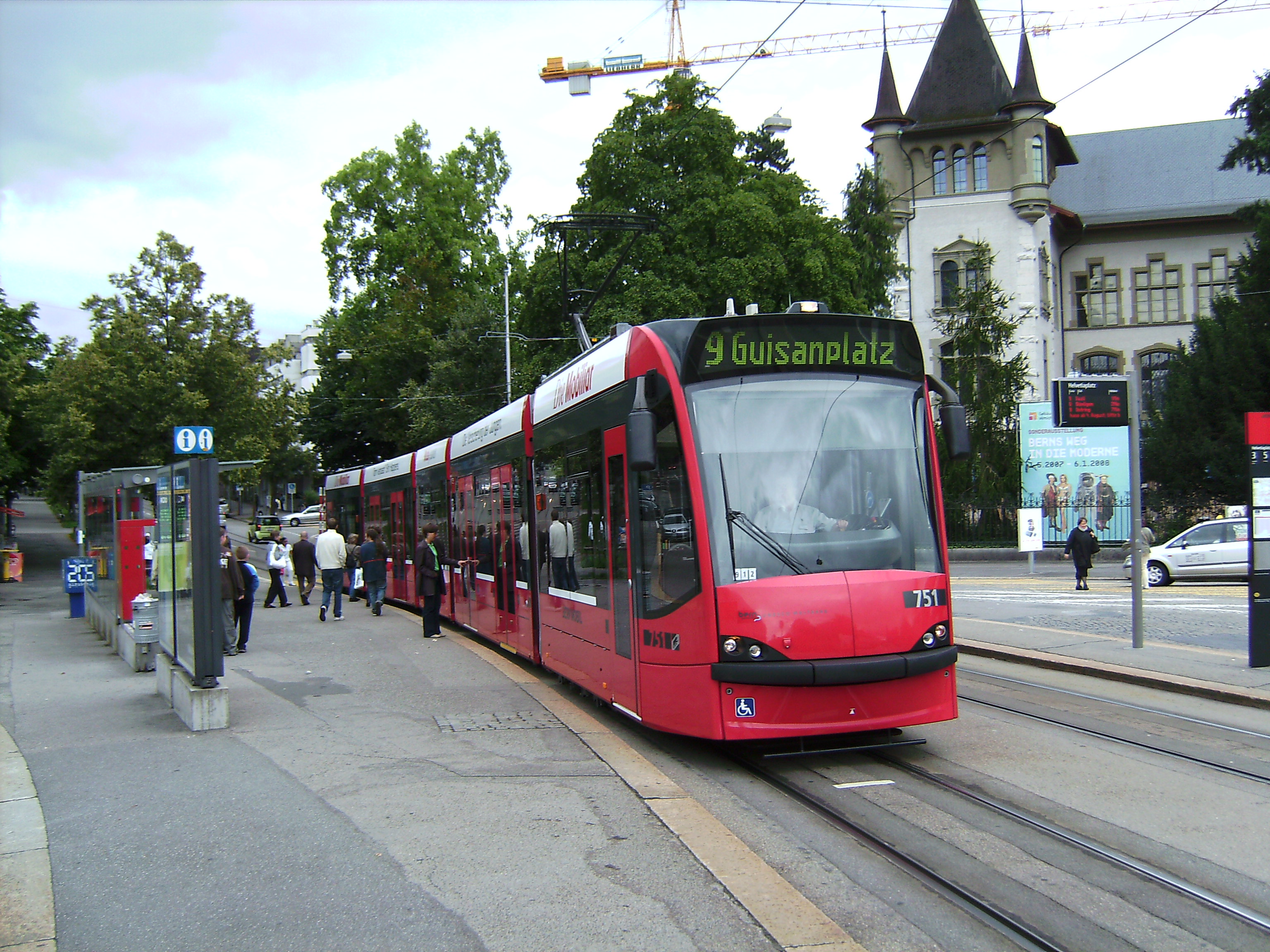
Preferencja ruchu pieszego i tramwaju w Bernie

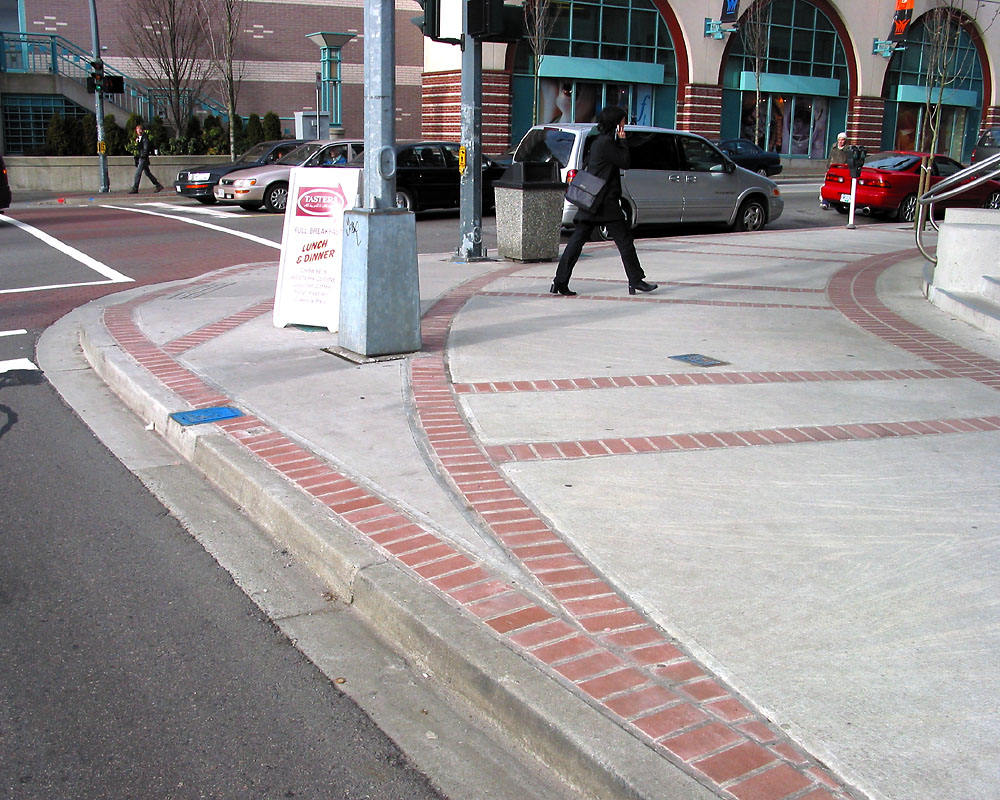
Celowo zaostrzony narożnik jezdni

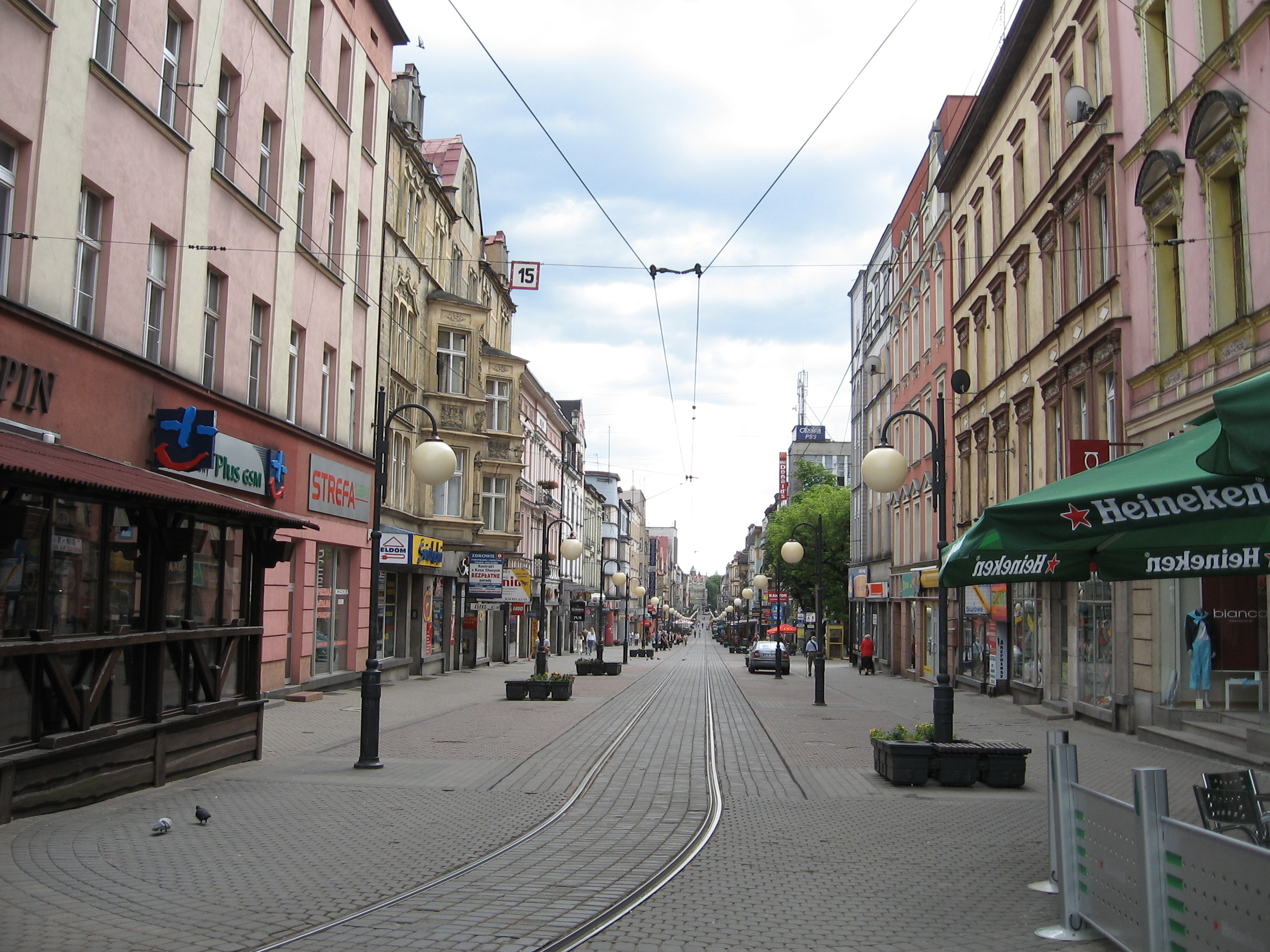
Chorzów – ul. Wolności, koegzystencja transportu publicznego i pieszych

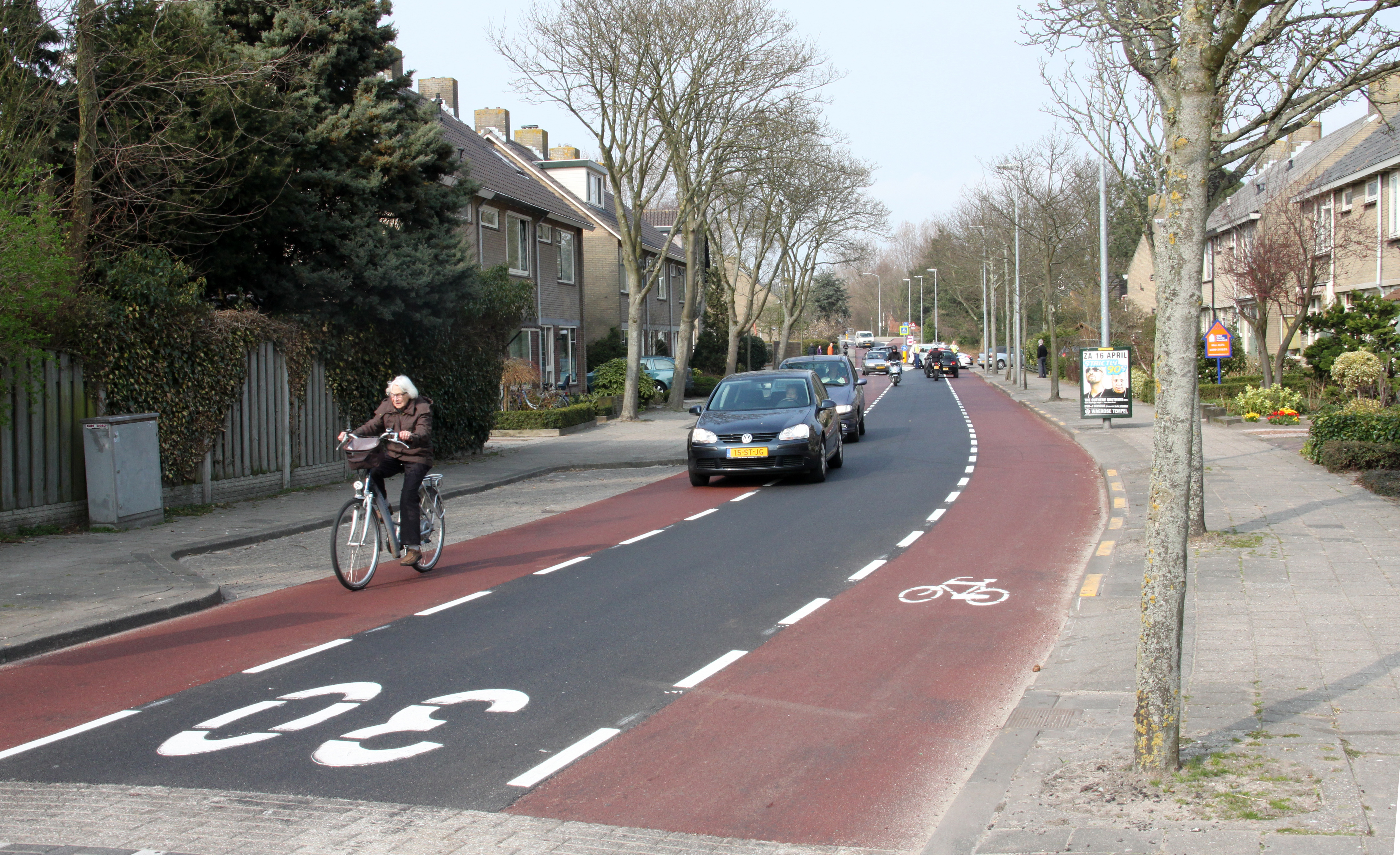
Rozwiązanie uspokojonego ruchu z Herenweg w Holandii

Uspokojenie ruchu (strefa uspokojonego ruchu) – strefa miejska, w której dominują działania obejmujące organizację ruchu zmieniającą trasy przejazdów w obrębie dzielnicy lub miasta, a także zmiany w ukształtowaniu jezdni, wprowadzenie rozmaitych fizycznych ograniczników, mających na celu zmniejszenie prędkości i wielkości ruchu w interesie bezpieczeństwa i podwyższenia jakości środowiska. Od strefy pieszej różni się dopuszczeniem ruchu kołowego w ograniczonym zakresie.

## Historia i cele
Idea ograniczenia ruchu samochodowego w centrach miast, na starówkach i w niektórych innych obszarach aglomeracyjnych narodziła się w Holandii na początku lat 70. XX w. (np. w Zoetermeer), choć pierwszym miastem z tego rodzaju rozwiązaniem był Göteborg (koniec lat 60.). Chodziło o przywrócenie miasta pieszym kosztem ograniczenia ruchu kołowego. Zapewnić ma to tzw. przestrzeń współużytkowana, gdzie nie rozdziela się jezdni i chodników, które mają się stać przestrzenią społeczną – miejscem spotkań i zabaw, a nie zadymioną, głośną i niebezpieczną arterią. Tak konstruowane przestrzenie określa się nazwą woonerf.
Podstawą uzyskania takiego efektu jest ograniczenie prędkości i ilości pojazdów do nieszkodliwych rozmiarów (w praktyce do 30 km/h, stąd czasem strefa nosi miano strefy 30 czy strefy tempo 30). Ulic się nie zamyka (w odróżnieniu od stref pieszych), ale zniechęca do korzystania z nich pojazdami indywidualnymi poprzez stosowanie skomplikowanej geometrii ulicy, zawężanie jezdni (najczęściej do jednego pasa), w tym na skrzyżowaniach, gdzie stosuje się ostre, ciasne łuki, tworzenie wąskich gardeł (zieleń, wysepki tramwajowe, barierki uniemożliwiające dzikie parkowanie, garby, pomniki, rzeźby, fontanny), likwidowanie pasów, świateł, kładek i przejść podziemnych, celem umożliwienia pieszym przekraczania jezdni w dowolnym miejscu, zróżnicowanie nawierzchni na niekomfortową dla kierujących pojazdami (najczęściej zróżnicowane rodzaje kostki brukowej, które uniemożliwiają stworzenie nawierzchni o satysfakcjonującej równości). Wszystko to humanizuje przestrzeń ulic, wpływa psychologicznie na kierowców i uniemożliwia im szybką, agresywną jazdę. Obszar uspokojonego ruchu dostosowuje miasto do percepcji pieszego.
Pożądaną kategorią pojazdów w strefach uspokojonego ruchu jest komunikacja publiczna (tramwaj, trolejbus, autobus) oraz rower. Torowiska tramwajowe wkomponowane są w strukturę strefy w miejsce samochodu, tworząc z nią organiczną całość, a jednocześnie zapewniając sprawny dojazd z innych rejonów miasta. Komunikacja zbiorowa do stref dojeżdżać musi szybko i z dużą częstotliwością, tworząc most komunikacyjny, a przystanki winny być tu rozmieszczone bardzo gęsto, aby nie zniechęcać do korzystania.
Zhumanizowane części miejscowości stają się salonami miast lub dzielnic – miejscami przyjaznymi, atrakcyjnymi dla mieszkańców i turystów, zatrzymują procesy degradacji i wpływają bezpośrednio na rozwój budujących je miejscowości.
W Niemczech Zachodnich w latach 70. XX w. istniało 31 takich obszarów, a w połowie lat 80. były one obecne w około 100 miastach. Obserwowano w nich spadek wypadków o około 40–50% w stosunku do czasów sprzed strefy. Obecnie strefy uspokojonego ruchu są standardem w centrach i na starówkach miejskich państw wysoko rozwiniętych (zwłaszcza w Europie). Pojawiają się także w bogatszych państwach azjatyckich i w USA, gdzie kult samochodu był szczególnie rozwinięty (np. Portland). W Polsce z uwagi na wolniejszy rozwój motoryzacji problem ten pojawił się później. Jako pierwsze środki uspokojenia ruchu zaczęto stosować progi zwalniające, które szybko zyskały dużą popularność, głównie z uwagi na swoją skuteczność i niewielki koszt. Obecnie w Polsce rozwiązań z zakresu uspokojenia ruchu tworzy się coraz więcej. Modelowym rozwiązaniem tego rodzaju w Polsce, poza starówką, może być zmodernizowana w 2009 ulica Winogrady w Poznaniu, czy chorzowska bądź też zabrzańska ulica Wolności.
Strefy uspokojonego ruchu są jednym z fundamentalnych założeń filozofii nowego urbanizmu.

## Cele uspokojenia ruchu
- przywrócenie ulicy dawnego charakteru wnętrza wielofunkcyjnego, ograniczenie dominacji ruchu samochodowego, zmniejszenie efektu bariery
- poprawa bezpieczeństwa ruchu
- poprawa warunków środowiskowych (ograniczenie emisji spalin, hałasu, poprawa komfortu życia mieszkańców).
- poprawa estetyki

## Grupy środków uspokojenia ruchu
- prawne
- organizacji ruchu
- budowlane (fizyczne)

Do środków uspokojenia ruchu z zakresu organizacji ruchu zalicza się m.in.:
- wyznaczanie tak zwanych „stref 30”, wydzielonych obszarów o ograniczonej prędkości z wyraźnie oznakowanymi granicami i zmienionym charakterem podkreślającym uprzywilejowanie pieszych i rowerzystów w strefie
- tworzenie zamkniętych enklaw mające na celu eliminację ruchu tranzytowego przez obszar uspokajany, poprzez:
  - wyznaczenie ciągów ulic jednokierunkowych
  - zamknięcie przejazdu przez niektóre ulice dla samochodów (z ewentualnym dopuszczeniem przejazdu komunikacji zbiorowej)
- zastępowanie skrzyżowań z pierwszeństwem przejazdu, skrzyżowaniami równorzędnymi lub rondami
- odpowiednia polityka parkingowa
- optyczne zawężenie pasów ruchu za pomocą oznakowania poziomego.

Do budowlanych środków uspokojenia ruchu zalicza się m.in.:
- progi zwalniające
- skrzyżowania z wyniesioną powierzchnią, wyniesione przejścia dla pieszych
- zwężenia pasów ruchu (np. z wykorzystaniem środkowego pasa brukowanego)
- wyspy „kanalizujące” ruch, azyle dla pieszych
- mini i małe ronda
- esowanie pasów ruchu, szykany
- fizyczne zamknięcie przejazdu dla samochodów (całkowite lub umożliwiające przejazd jedynie komunikacji zbiorowej)
- bramy wjazdowe do miejscowości.